# Pseudopista rostrata
Pseudopista rostrata är en ringmaskart som beskrevs av Anne D. Hutchings och Smith 1997. Pseudopista rostrata ingår i släktet Pseudopista och familjen Terebellidae.
Artens utbredningsområde är havet kring Nya Zeeland. Inga underarter finns listade i Catalogue of Life.